# 고려대학교안암병원
고려대학교안암병원(Korea University Anam Hospital) 또는 고대안암병원은 서울특별시 성북구에 위치한 상급종합병원이다.

## 연혁
- 1928년 9월 조선여자의학강습소 개소
- 1938년 5월 경성여자의학전문학교 개교
- 1941년 9월 경성여자의학전문학교 부속병원 개원
- 1948년 5월 서울여자의과대학 부속병원으로 개칭
- 1957년 1월 수도의과대학 부속병원으로 개칭
- 1958년 9월 수도의과대학 제2부속 광화문병원 개원
- 1966년 광화문 지하보도 건설로 인해 수도의과대학 제2부속 광화문병원 철거
- 1967년 3월 수도의과대학 부속병원 -> 우석대학교 의과대학 부속병원으로 개칭
- 1971년 12월 우석대학교 의과대학 부속병원 -> 고려대학교 의과대학 부속 우석병원으로 개칭
- 1976년 3월 고려대학교 의과대학 부속 우석병원 -> 고려대학교 의과대학 부속병원으로 개칭
- 1983년 9월 1일 고려대학교 의과대학 부속병원 -> 고려대학교 의과대학 부속 혜화병원으로 개칭
- 1991년 10월 8일 고려대학교 의과대학 부속 혜화병원, 서울 안암동으로 이전 : 고려대학교 의과대학 부속 안암병원으로 개원
- 2023년 7월 최첨단 융복합 센터(신관) 신축

## 같이 보기
- 고려대학교
- 고려대학교 의료원
- 고려대학교구로병원
- 고려대학교안산병원